# Castèlmairan
Castèlmairan (en francès Castelmayran) és un municipi francès situat al departament de Tarn i Garona i a la regió d'Occitània.

## Demografia
| 1962                                       | 1968 | 1975 | 1982 | 1990 | 1999 | 2007 |
| ------------------------------------------ | ---- | ---- | ---- | ---- | ---- | ---- |
| 593                                        | 713  | 699  | 680  | 771  | 818  | 976  |
| Des de 1962: població sense dobles comptes |      |      |      |      |      |      |

## Administració
| Període | Identitat             | Partit        |
| ------- | --------------------- | ------------- |
| 1995-   | Jean Claude Giavarini | Divers gauche |